# Pro-Bürger-Partei
Die Pro-Bürger-Partei (PBP) war eine rechtspopulistische Kleinpartei in Deutschland. Sie existierte vom 28. Februar 2003 bis zum 10. Juni 2005.
Vorsitzender der Bundespartei war bis 2005 der ehemalige CDU-Bundestagsabgeordnete (1994 bis 1998) Frederick Schulze, späteres Mitglied der Partei Rechtsstaatlicher Offensive. René Schneider, der Anfang 2005 als designierter Generalsekretär der Pro-Bürger-Partei bezeichnet wurde, hatte 2002 Ronald Schill die Parteileitung streitig gemacht.
Bei der Kommunalwahl in Nordrhein-Westfalen 2004 erlangte die PBP mehrere Mandate: im Kreistag des Kreises Recklinghausen (1 Mandat), sowie in den Rathäusern der Städte Duisburg (2), Castrop-Rauxel (1), Gelsenkirchen (1), Herten (2) und Recklinghausen (1).
2005 kam es zu Widerständen gegen den Flügel der ehemaligen Schillpartei-Mitglieder. Schulze trat im April 2005 wegen interner Querelen von diesem Amt zurück, anschließend auch aus der Pro-Bürger-Partei aus. Bei der Landtagswahl in NRW im Mai 2005 kandidierte er für die Grauen. Am 10. Juni 2005 wurde die Auflösung der Partei und ihrer Landes- und Kreisverbände beschlossen.
Der Versuch von anderen Mitgliedern aus Gelsenkirchen, an der Bundestagswahl 2005 dennoch teilzunehmen, scheiterte, da der Bundeswahlausschuss auf seiner Sitzung vom 12. August 2005 der PBP die Anerkennung als Partei versagte. Der Bundeswahlleiter hatte den damaligen Parteivorsitzenden Reinhard Erich Leier zu sich nach Berlin geladen. Auf die Frage angesprochen, warum der zurückliegende Parteitag nur 18 Minuten gedauert habe, soll Leier geantwortet haben: „Da waren früher welche von der Schill-Partei dabei, wir mussten die wegtun. Kurios war das.“. Leier soll auch nicht in der Lage gewesen sein, zu erläutern, was in dem verabschiedeten Wahlprogramm stand. 2006 schlossen sich Reste der Partei PERSPEKTIVE an, einer Fusionspartei mehrere Kleinparteien (siehe Bürgerliche Soziale Union).